# Heliotropium roxburghii
Heliotropium roxburghii är en strävbladig växtart som beskrevs av Spreng.. Heliotropium roxburghii ingår i Heliotropsläktet som ingår i familjen strävbladiga växter. Inga underarter finns listade i Catalogue of Life.